# Jean-Claude Vacher
Jean-Claude Vacher, né le 24 mai 1943 à Paris, est un haut fonctionnaire français.
Après s'être consacré quelques années à l'Outre-mer, il a eu un parcours en France métropolitaine dans la préfectorale. Il a eu à gérer une crise sociale liée à la fermeture du site Cellatex à Givet, dans les Ardennes.

## Parcours initial
Diplômé de l'institut d'études politiques de Paris, Jean-Claude Vacher commence sa carrière en octobre 1962 comme inspecteur des impôts. Il devient attaché d'administration de la Ville de Paris en mars 1967.
Il rentre ensuite à l'ENA, de 1970 à 1972, promotion Charles de Gaulle.

## Début dans l'Outre-mer puis la préfectorale
Après son passage à l'ENA, durant lequel il rédige notamment un mémoire de stage consacré à l'immigration en Nouvelle-Calédonie, il est affecté au secrétariat général des départements d'outre-mer. Son premier ministre de l'intérieur, Raymond Marcellin, lui dit lui trouver « une gueule préfectorale » . En septembre 1974, il devient sous-préfet de La Trinité, en Martinique, chargé parallèlement des fonctions de secrétaire général de la zone de défense des Antilles-Guyane.
Il devient ensuite sous-préfet de Lunéville en juin 1977, secrétaire général de la préfecture de la Savoie en mai 1979, sous-préfet de Morlaix en août 1981, directeur du cabinet du préfet de la région Midi-Pyrénées en novembre 1982, secrétaire général de la préfecture de la Haute-Vienne en juin 1985, sous-préfet de Dunkerque en décembre 1987, et secrétaire général de la préfecture de la Loire-Atlantique en novembre 1989.
A Dunkerque, il favorise l'implantation de nouvelles activités, Pechiney et Coca-Cola notamment dans une sous-préfecture touchée durement par la réduction des effectifs dans la sidérurgie et la fermeture des chantiers navals.
Le 13 juillet 1993, une décision du conseil des ministres le fait accéder à la fonction de préfet, sur proposition du ministre de l'intérieur, et il entre en fonction comme préfet de la Haute-Loire dans les semaines qui suivent. En octobre 1994, il est nommé préfet de Lot-et-Garonne, puis préfet de l'Indre en avril 1998.

## Préfet des Ardennes et la grève Cellatex de 2000
Nommé préfet des Ardennes en juin 2000, il est à peine arrivé dans ces nouvelles fonctions qu'il est confronté à une crise sociale, la fermeture du site Cellatex de Givet. Ce mouvement social va faire la Une des médias nationaux et internationaux pendant plusieurs semaines, étant marqué par l'occupation du site par les ouvriers et un chantage à la pollution chimique dans la Meuse.
L'occupation du site commence le 5 juillet 2000, alors qu'un juge du tribunal de commerce de Charleville-Mézières déclare l'entreprise Cellatex en faillite et ordonne sa liquidation judiciaire. Dès le début de l'occupation, les ouvriers menacent de faire exploser l'usine à l'aide de 46 tonnes de sulfure de carbone, produit précédemment utilisé en fabrication et présent dans les stocks. Jean-Claude Vacher s'invite dès lors directement dans les négociations compte tenu des impacts possibles et se porte garant de l'ouverture de discussions pour trouver une solution. Une équipe du GIGN est également mise à sa disposition. Lundi le 17 juillet, après une rencontre entre le préfet et les représentants des salariés, ces derniers, mécontents de l'avancement de la négociation, mettent la pression sur les pouvoirs publics en relâchant plusieurs centaines de litres d'acide sulfurique teint en rouge dans un petit affluent de la Meuse.

« Sur les berges, trois caméras zooment sur l'acide sagement prisonnier des barrages de sable mis en place hier par les bulldozers de la direction départementale de l'équipement et par les pompiers. «Le rouge est bien», juge un cadreur belge. Le rouge a été choisi. Au rayon des colorants, il y avait du bleu, du violet, et ce rouge vif «qui en jette», raconte un employé. Au lieu de l'acide que les salariés menaçaient de répandre, c'est même un bidon de 60 litres de colorant sans acide qui a d'abord été déversé. Et puis la vanne d'acide a été ouverte, provoquant la réaction attendue. Une fumée âcre au parfum d’œuf pourri. «Les photographes ont été appelés, la mairie de Givet a été prévenue. Et on a fermé les vannes.» L'empoisonnement de la Meuse n'a pas eu lieu, hier. Mais les ouvriers de la filature de Cellatex ont réussi une belle alchimie médiatique »

— Cédric Mathiot, Journal Libération
.
L'acte est blâmé par l'ensemble de la classe politique française. Mais l'écho médiatique de la lutte des ouvriers s'amplifie encore, ainsi que  la pression sur les pouvoirs publics. D’autant que l'usine, qui reste occupée, contient encore quantités de produits chimiques potentiellement dangereux.
L'ultime négociation commence le 19 juillet à 17h30 à la préfecture des Ardennes. Elle réunit le préfet des Ardennes Jean-Claude Vacher, préfet,  des conseillers techniques de Martine Aubry, ministre de l'Emploi et de la Solidarité, les délégués syndicaux CGT et CFDT, les représentants du personnel, et des élus locaux, soit au total une trentaine de personnes. Elle dure une bonne partie de la nuit. Le lendemain, un protocole d'accord est soumis par les délégués syndicaux aux ouvriers, qui l'acceptent. Un projet de reprise déposé par un groupe bavarois est abandonné. « En préambule à la réunion de mercredi soir, les représentants du ministère nous ont déclaré que ce dossier leur paraissait insuffisamment fiable », précise un porte-parole du personnel de Cellatex. Un des fleurons industriels du département des Ardennes disparaît. Mais des conditions d'accompagnement financier ont été obtenues par les anciens salariés, une dérive de la crise a pu être évitée pendant l'occupation du site. Et une cellule de reclassement a été mise en place, avec, un an après, un bilan mitigé, selon la presse. Pour le préfet Jean-Claude Vacher,  affecté depuis quelques semaines à peine dans le département, l'objectif a été constamment d'éviter que cette crise dégénère davantage, avec des impacts écologiques et de sécurité potentiels, de maintenir un dialogue constructif entre les salariés, le ministère de l'Emploi et de la Solidarité qui s'est trouvé en prise directe avec cette affaire, les élus et d'éventuels repreneurs, et de parvenir à une solution socialement acceptable.
La situation économique du département reste une des préoccupations majeures de Jean-Claude Vacher durant ses fonctions à Charleville-Mézières. D'autres sujets récurrents l'accaparent également dont celui des crues de la Meuse, comme fin février 2002.

## Parcours complémentaire en préfectorale
Le 15 juillet 2002, il est nommé préfet de la Vendée, puis préfet de Maine-et-Loire le 10 janvier 2005. Il est admis par décret du 14 avril 2008 à faire valoir ses droits à la retraite à compter du 25 mai 2008, après avoir eu la satisfaction de constater la mise en service de l'autoroute A11. La finalisation de cette autoroute a été un des dossiers majeurs de son passage dans ce département, avec plusieurs rebondissements, en particulier sur le tronçon de contournement d'Angers.
Dans son discours de départ, à la préfecture, il confie à son auditoire : « J'ai fait appliquer de nombreuses lois souvent contradictoires. J'ai assisté à l'arrivée de l'euro où nous avions instruction de soutenir qu'il n'aurait aucun effet inflationniste... Je me suis peu à peu pénétré d'un certain nombre de certitudes sur les incertitudes de la démocratie ». Il révèle également qu'il animait ponctuellement une émission de radio sur RCF, consacrée à la musique classique, sous un pseudonyme, Jean-Claude Tessier.

## Publications
- Les nouvelles données de l'aménagement du territoire : reconversions industrielles et développement local, 1989.

## Récompenses et distinctions

### Décorations
- Commandeur de la Légion d'honneur Il est fait chevalier le 30 décembre 1995[12], promu officier le 31 décembre 2004[13], puis commandeur le 31 décembre 2010[14].
- Commandeur de l'ordre national du Mérite Il est fait officier le 23 août 1993, puis est promu commandeur le 14 novembre 2000[15].
- Chevalier de l'ordre du Mérite maritime Il est fait chevalier le 6 janvier 2005[16].